# Haedong Yonggungsa
L'Haedong Yonggungsa (해동 용궁사?, 海東龍宮寺?) è un tempio buddista situato a Gijang-eup, nella contea di Gijang di Busan, Corea del Sud.
È considerato uno dei siti più importanti della Corea del Sud dedicati al culto di Haesu Gwaneum Daebul, insieme a Naksansa (Yangyang-gun, Gangwon) e Boriamsa (Namhae-gun, Gyeongsang Meridionale). Haesu Gwaneum Daebul è una delle manifestazioni di Guanyin, chiamata in coreano Gwaneum, che secondo i credenti vive solitaria vicino al mare, apparendo ai fedeli sul dorso di un drago: per questo motivo, la sua venerazione è solitamente praticata nelle zone costiere e sulle isole.
Il complesso templare è uno dei pochi in Corea ad essere costruito sulla costa, a differenza della maggior parte di essi che sono costruiti in montagna. Grazie alla sua vicinanza alla spiaggia di Haeundae e alla parte est di Busan, è popolare tra i turisti specialmente durante i festeggiamenti per il compleanno del Buddha, quando viene decorato con lanterne di carta.

## Storia
Il tempio fu fondato nel 1376 dal grande monaco Naonghwasang Hye-geun (1320-1376), vissuto alla fine della dinastia Goryeo. Conosciuto anche come Hye-geun, il suo nome di nascita era Wonhye, mentre il suo pseudonimo era Naong o Gangwolheon. All'età di ventun'anni, dopo la morte di un suo amico, diventò monaco. Oltre al ruolo religioso ricoprì anche quello di consigliere del re Gongmin (r. 1351-1374), 31° sovrano della dinastia Goryeo.
La storia narra che, mentre Naong praticava l'ascetismo nel tempio Bunhwang a Gyeongju, la nazione fu duramente colpita da una siccità che bruciò i raccolti, portando la carestia e inducendo il popolo a nutrire un forte risentimento nei confronti della divinità Haesu Gwaneum Daebul che non aveva donato loro la pioggia. Un giorno, una divinità del mare apparve in sogno a Naong dicendogli che, se avessero costruito un tempio ai piedi del monte Bongrae e vi avessero pregato, le difficoltà sarebbero scomparse. Il monaco visitò quindi la zona e vide di fronte a sé una montagna e dietro il mare, a significare che, se vi si pregava al mattino, si sarebbero ricevuti dei responsi alla sera. Vi costruì quindi un tempio, che in seguito chiamò Bomun, una parola che indica il potere assoluto di Haesu Gwaneum Daebul.
Il tempio andò distrutto in un incendio durante le invasioni giapponesi della Corea (1592-98), e successivamente ricostruito dal monaco Ungang del tempio Tongdosa nei primi anni Trenta del Novecento. Nel 1974, durante una sessione di preghiera lunga cento giorni, il monaco Jeongam assistette all'apparizione di Haesu Gwaneum Daebul che cavalcava il dorso di un drago, indossando una veste bianca ed emanando un fascio di luce di cinque colori. Il tempio fu quindi rinominato in Haedong Yonggungsa.

## Struttura
L'ingresso del tempio è preceduto da un viale costeggiato da una fila di dodici statue in pietra raffiguranti i dodici animali dello Zodiaco Cinese, la cui funzione è bloccare l'accesso agli spiriti maligni. Si ergono poi una pagoda alta 7 piani, alla cui base si trova la ruota di una macchina con l'iscrizione 교통안전탑?, Gyotong-anjeongtapLR per proteggere dagli incidenti stradali, e una scalinata in pietra da 108 gradini (numero di buon auspicio nel Buddismo) fiancheggiata da lanterne anch'esse in pietra. Ai piedi della scalinata sono disposte delle statue in pietra di varie divinità e due piccoli specchi d'acqua.
Il vero e proprio ingresso al tempio è contrassegnato dal cancello Iljumun, le cui colonne sono avvolte da draghi dorati. Nelle vicinanze si trova la statua in pietra del Buddha Deuknambul, che secondo la credenza popolare dona alla famiglia un figlio maschio se si prega e gli si tocca la pancia.
Gli edifici principali sono la sala Daeungjeon, Gulbeopdang, Yonggung Dan, Jonggak e Yosachae. La sala Daeungjeon fu ricostruita negli anni Settanta dal monaco Jeongam, il quale prestò particolare attenzione ai colori utilizzati tradizionalmente. Alla sinistra dell'edificio è collocata una grande statua dorata del Buddha Mireukbul (Buddha del futuro), mentre alla sua destra si trova Gulbeopdang, noto anche come sala Mireukjeon, che custodisce una statua in pietra del Buddha Mireukbul in posizione assisa.
Affacciata sul mare si trova una pagoda in pietra a tre piani con quattro leoni alla base che simboleggiano gioia, rabbia, tristezza e felicità. In origine, in questo punto vi era una roccia alta 3 metri che venne distrutta, durante le invasioni giapponesi della Corea, per istituire una linea di difesa costiera. Nel 1990, il monaco Jeongam costruì la pagoda per rafforzare le mura danneggiate del tempio e per custodire al suo interno sette reliquie buddiste portate dallo Sri Lanka.
Il tempio ospita la più grande statua in pietra del paese, alta 10 metri, raffigurante Haesu Gwaneum Daebul, e una statua del Buddha Yaksayeoraebul, noto anche come Buddha Gatbawi del Mare Orientale.

## Accoglienza popolare
Il motto del tempio, "Qui, almeno uno dei tuoi desideri sarà esaudito attraverso le tue preghiere sincere", ha alimentato la credenza popolare che chiunque preghi sinceramente avrà un sogno lucido e vedrà uno dei suoi desideri avverarsi: per questo il tempio è considerato un luogo miracoloso e molte persone lo visitano, in particolare il giorno di Capodanno, per esprimere un desiderio per il nuovo anno.
Un sondaggio del 2016 condotto dalla sede regionale di Busan della Korea International Trade Association su 100 aziende esportatrici ha indicato che Haedong Yonggungsa è una delle mete preferite dagli acquirenti stranieri (21,9%).

## Galleria d'immagini

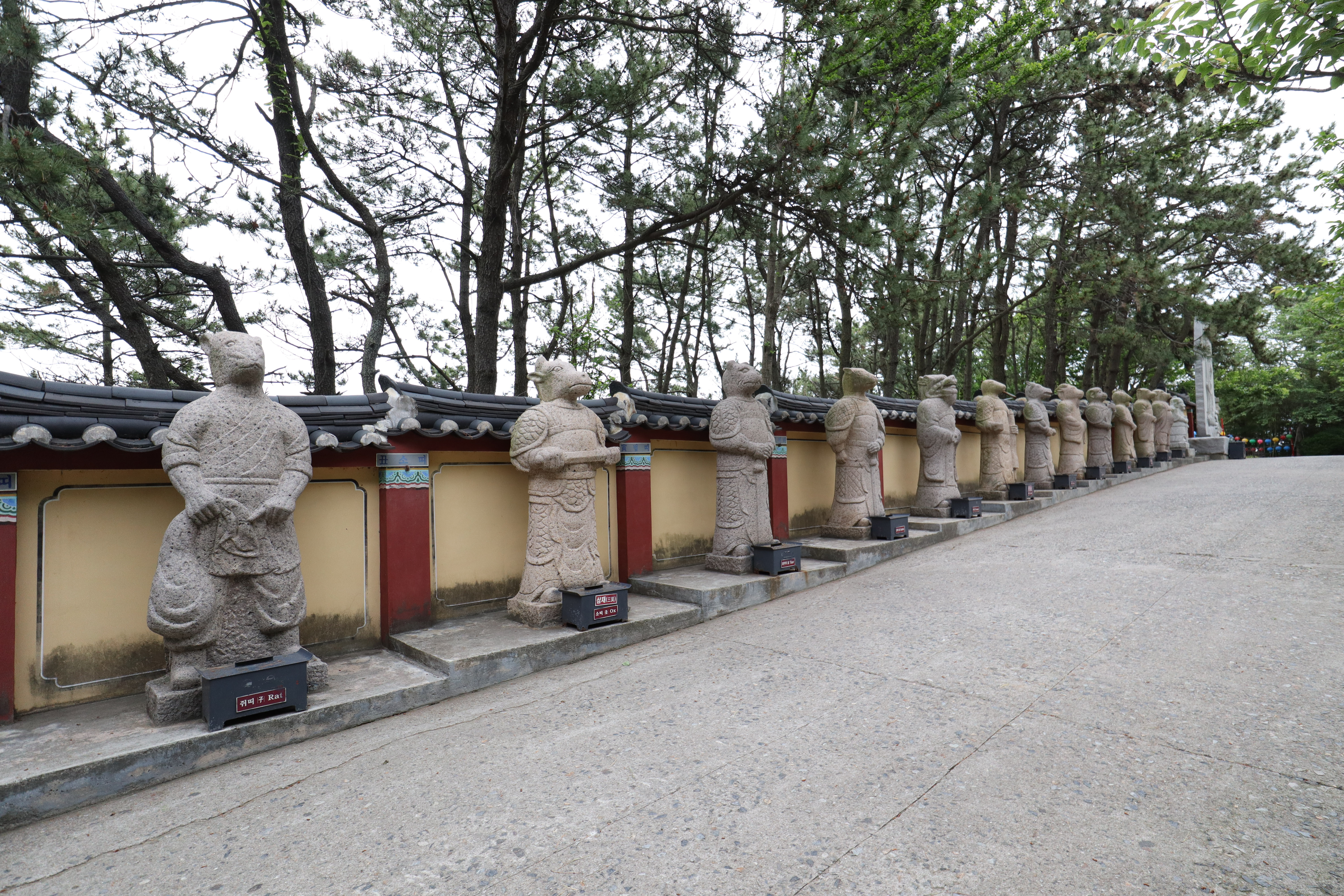
Viale d'accesso.
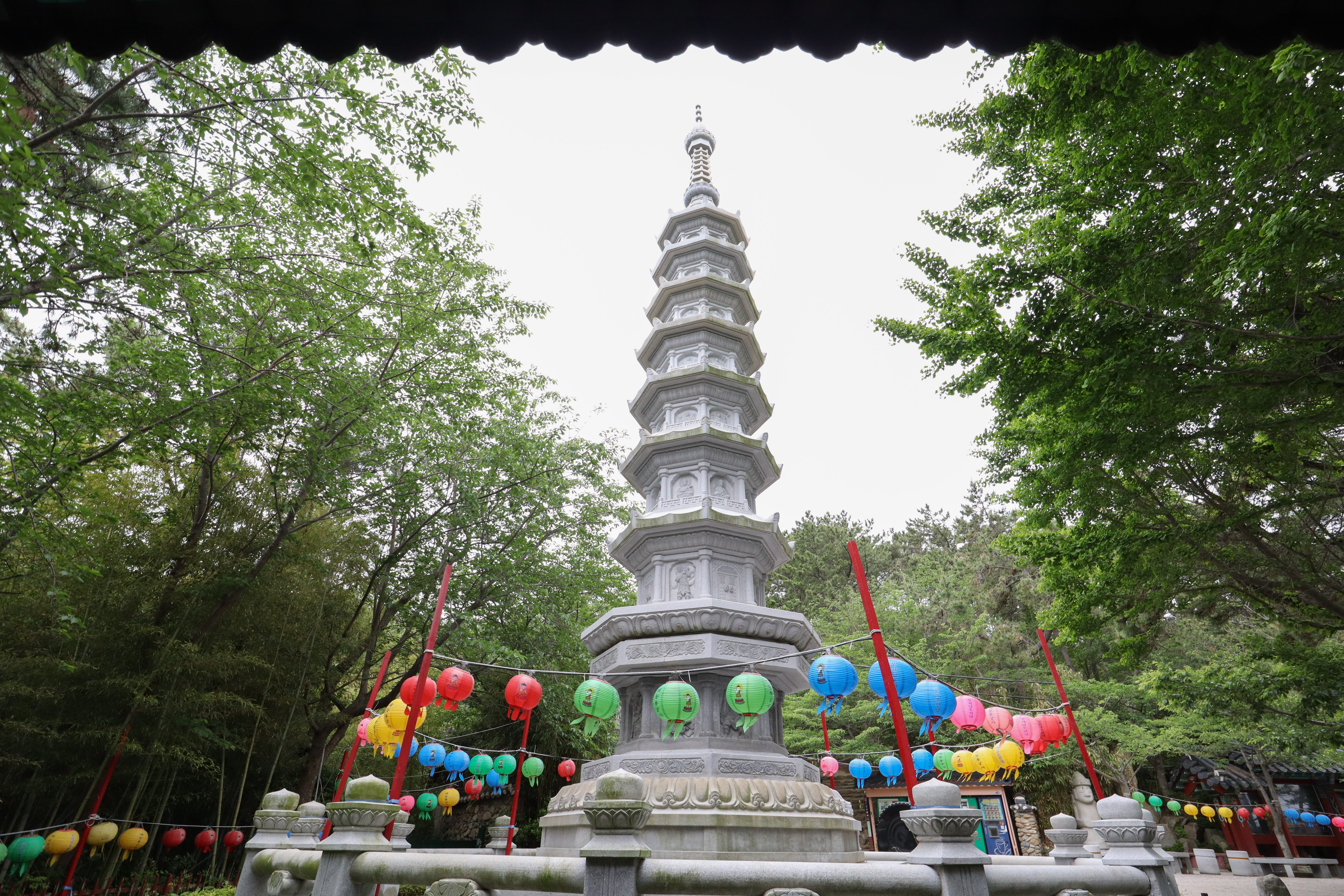
Pagoda alta 7 piani.
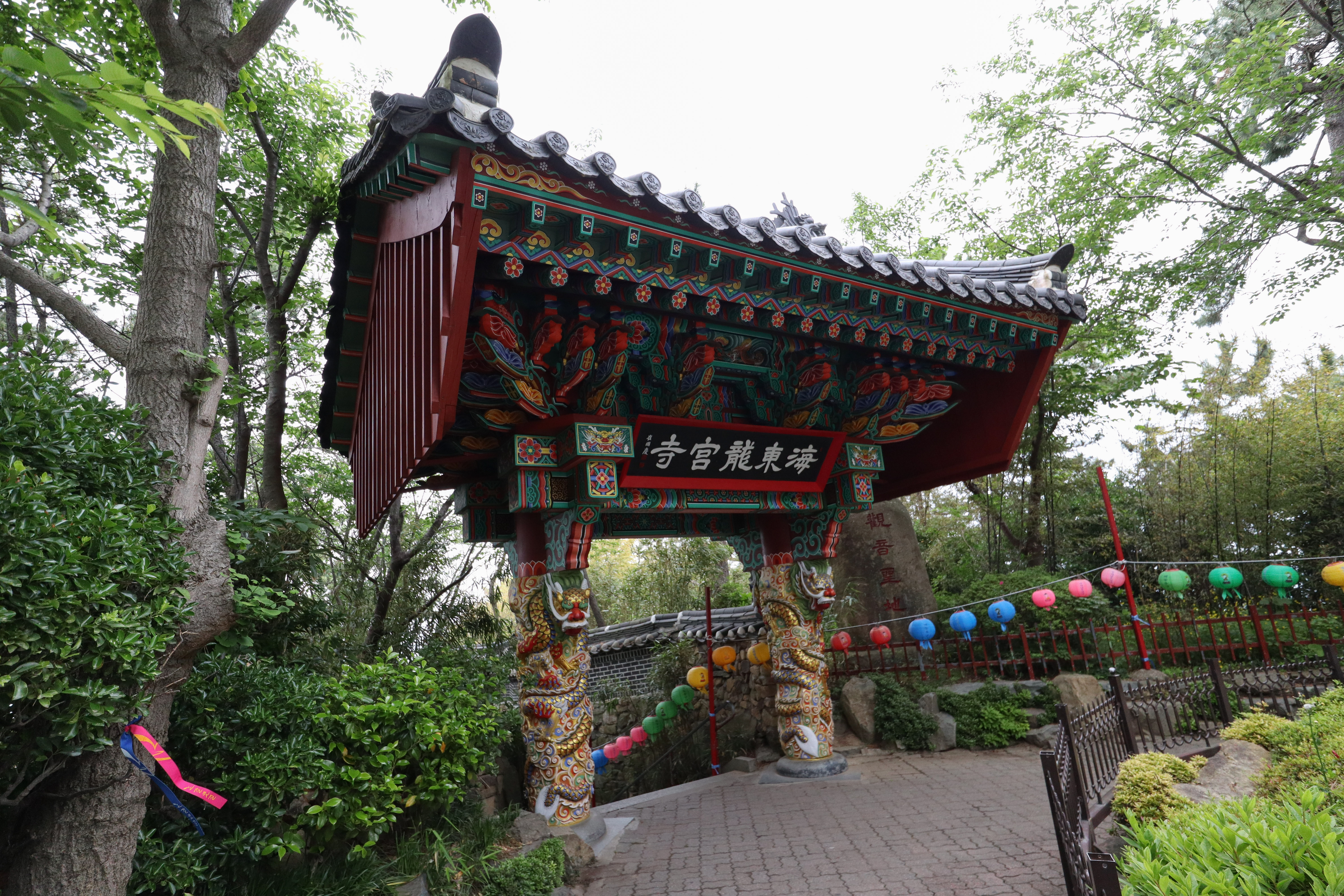
Iljumun, il portale d'ingresso.
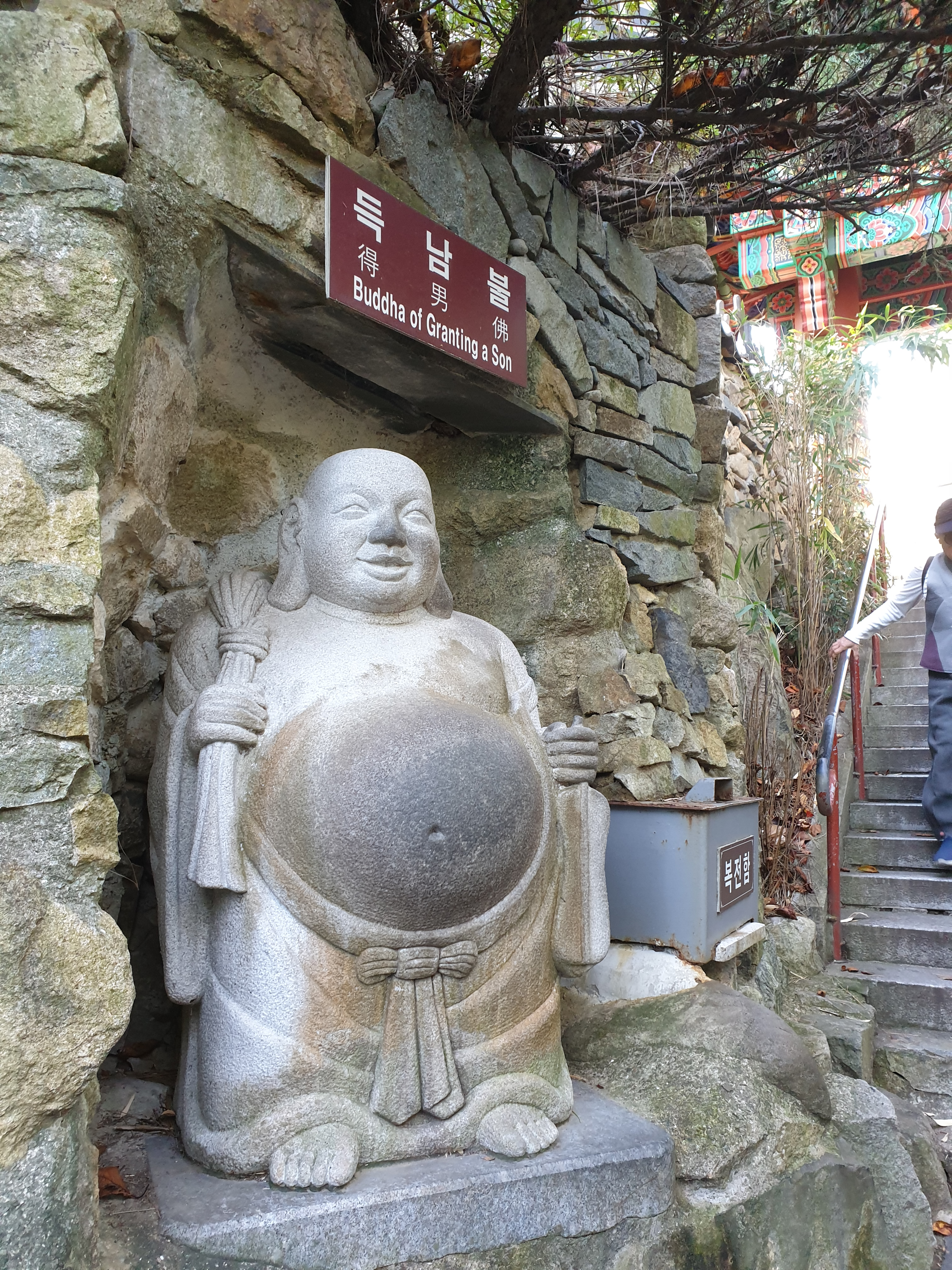
Buddha Deuknambul.
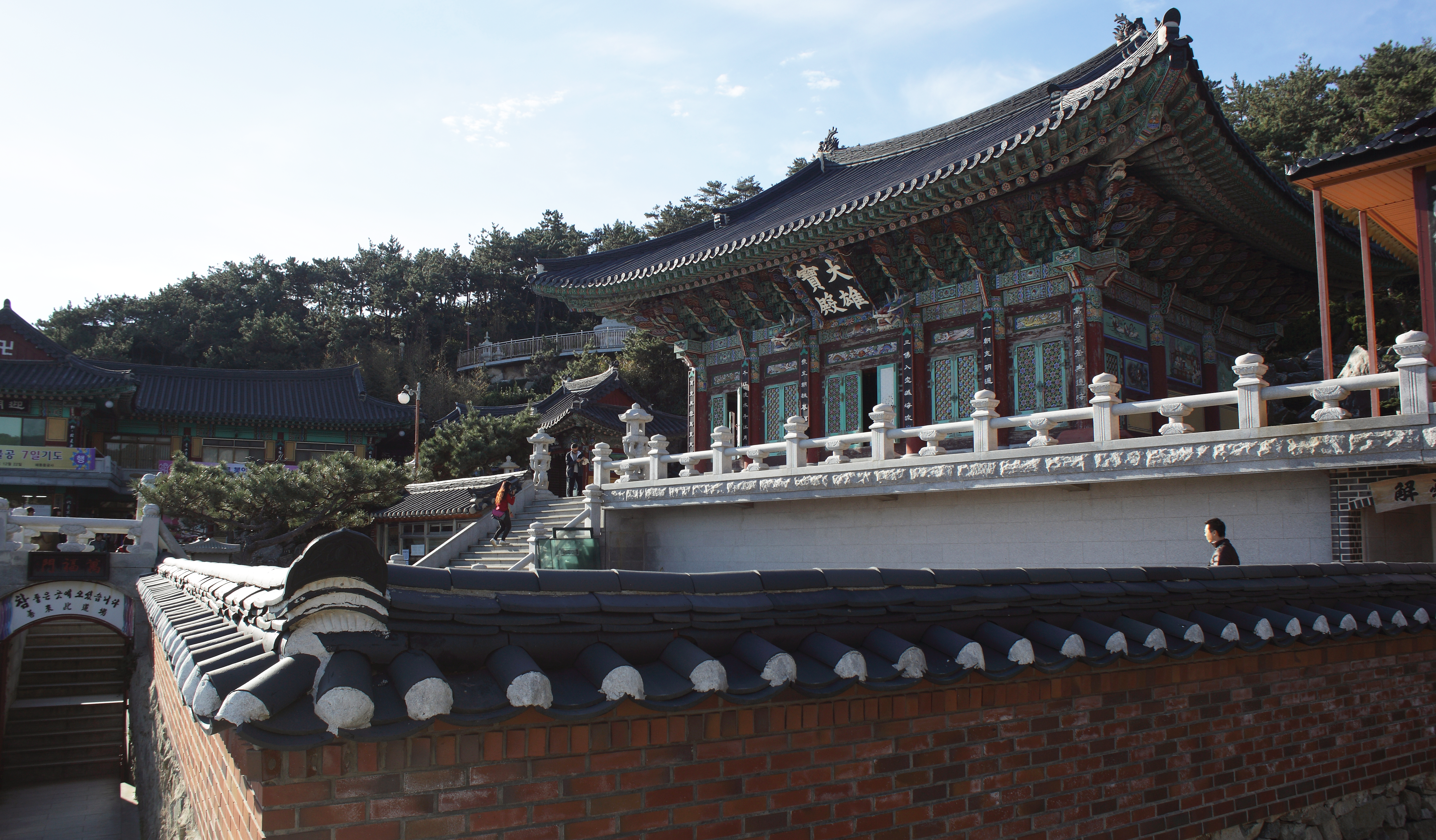
Sala Daeungjeon.
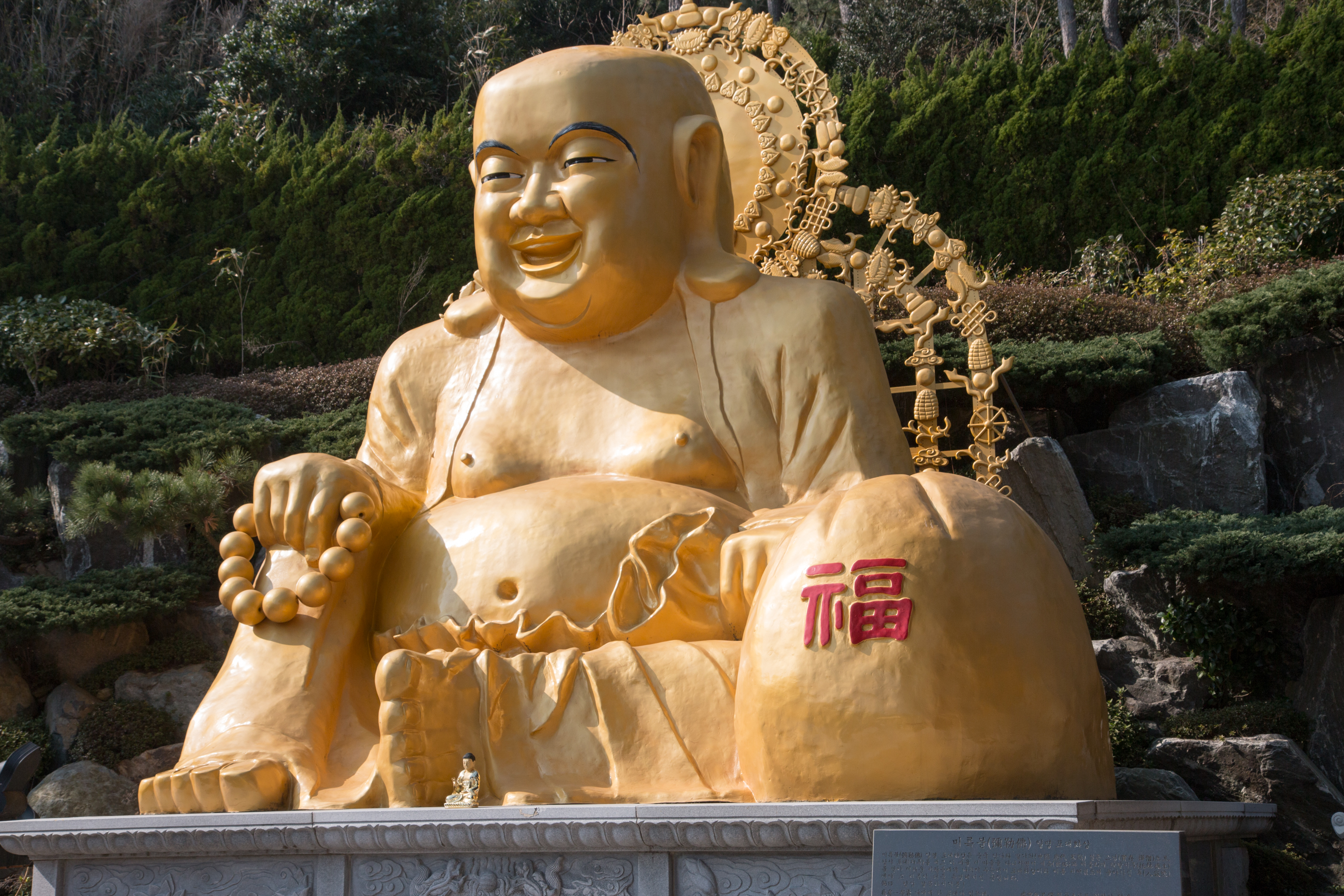
Buddha Mireukbul.
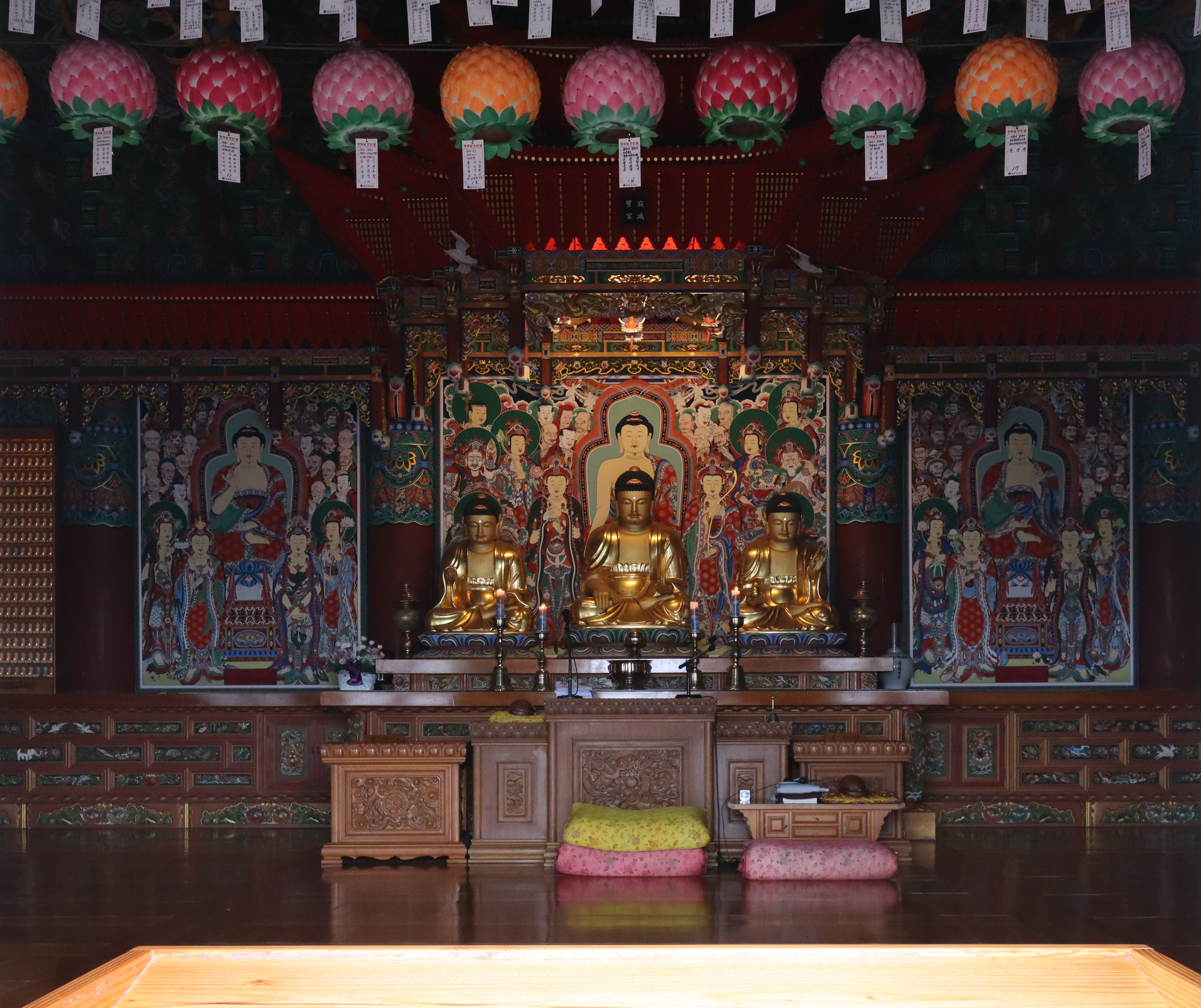
Interno.